# Анкара (хоккейный клуб)
«Анкара» (тур. Büyükşehir Belediyesi Ankara Spor Kulübü Erkek Buz Hokeyi Takımı) — хоккейный клуб из города Анкара. Основан в 1978 году. Выступает в Турецкой хоккейной суперлиге. Домашние матчи проводит на арене Палас Д'Анкара.

## История
Хоккейный клуб «Анкара« был основан в 1993 году как хоккейная секция турецкого спортивного клуба «Анкараспор». Является самым титулованным клубом в лиге (19 побед - 7 титулов суперлиги и 12 первенства Турции по хоккею с шайбой). Последний раз титул команда завоевала в 2003 году.

## Достижения
- Турецкая хоккейная суперлига:
  - Победители (7) : 1993 , 1994 , 1995 , 1997 , 2000 , 2002 , 2003
  - Серебряный призёр (1)  : 2001